# Сюрпляс

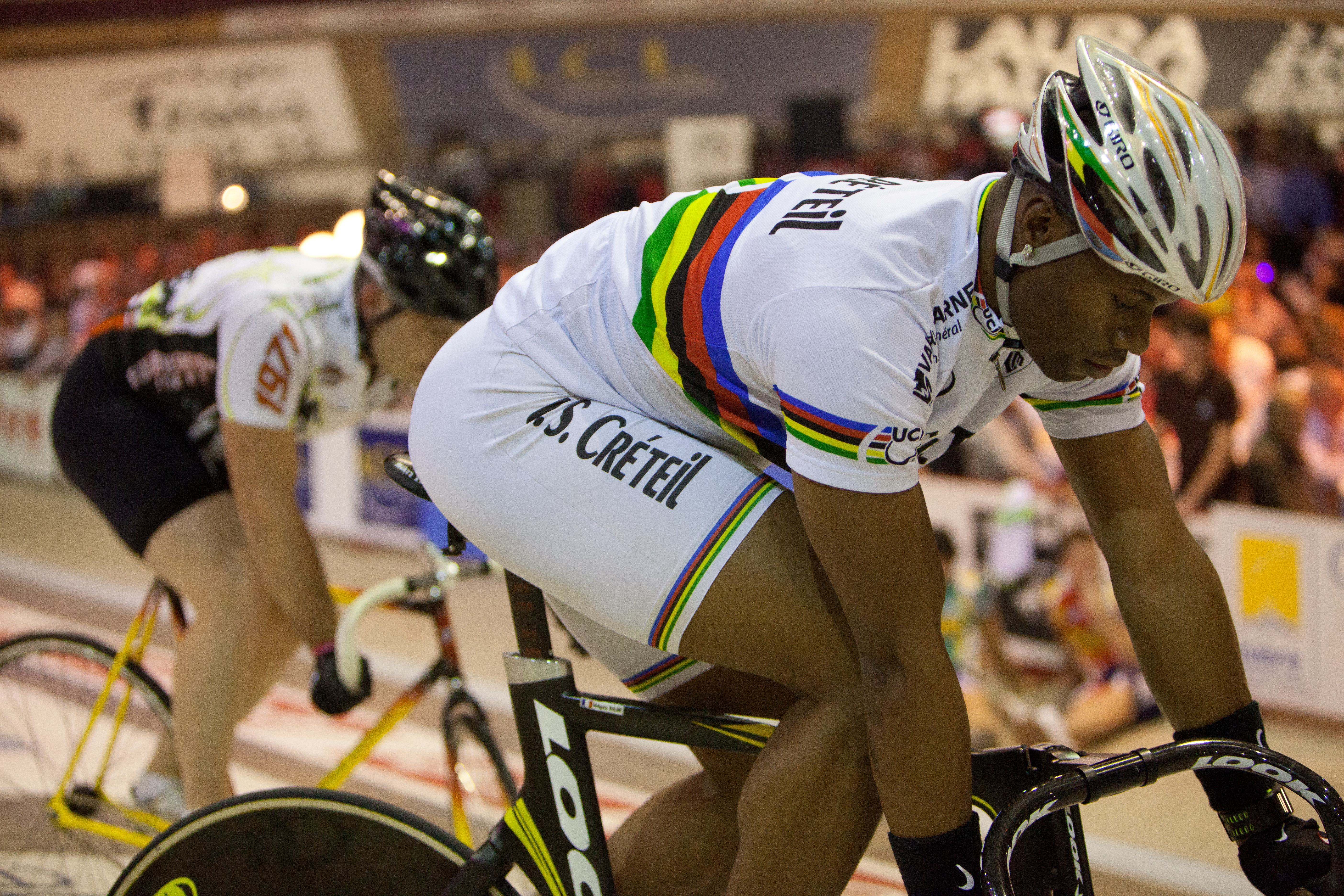
Сюрпляс на старте

Сюрпля́с (от фр. surplace, sur place — на месте, англ. track stand, standstill) — в велосипедном спорте на треке — положение велосипеда на старте, также используется для обозначения технико-тактического приёма ведения спринтерской гонки, выражающегося в умении велосипедиста сохранять равновесие при отсутствии поступательного движения, чтобы заставить соперника двигаться вперёд, а самому занять позицию позади него. Такая позиция, в частности, позволяет спортсмену существенно сэкономить силы во время основной части гонки за счет меньших затрат сил на преодоление сопротивления воздуха, чтобы в финальной части заезда выйти вперед и прийти к финишу первым.